# 三村展久
三村 展久（みむら のぶひさ、1984年2月5日 - ）は、地方競馬の高知競馬場・松木啓助厩舎に所属していた元騎手である。地方競馬教養センター騎手課程第73期生。

## 来歴
2001年3月31日付けで地方競馬騎手免許を取得し、福山競馬・東森優厩舎からデビュー。同年4月29日、第2回福山競馬1日目第2競走（アラブ系3歳条件戦）をロイヤルオオシで初騎乗（9頭立て7番人気6着）。同年5月6日、第2回福山競馬6日目第3競走（アラブ系C2条件戦）をベッツトップで優勝（10頭立て1番人気）し、初勝利。
2002年10月15日第17回全日本新人王争覇戦出場（12人中6位）。
2005年7月23日、第6回福山競馬3日目第4競走（アラブ系2歳2組条件戦）をフジキヒリュウで優勝（8頭立て4番人気）し、地方競馬通算100勝達成。2006年1月2日、第14回福山競馬1日目第10競走（第41回福山大賞典）をユキノホマレで優勝（10頭立て2番人気）し、重賞初制覇（同馬は福山大賞典3勝目）。
2007年8月14日、第8回福山競馬2日目第5競走（サラブレッド系C24組条件戦）をプレザントボーイで優勝（8頭立て2番人気）し、地方競馬通算200勝達成。
2009年には東森調教師の廃業により、戸川吉和厩舎に移籍。同年2月21日、第19回福山競馬3日目第11競走（クロッカス特別）をトサノシーロで優勝（9頭立て1番人気）し、地方競馬通算300勝達成。
2010年3月6日第19回福山競馬1日目第2競走（3歳5組条件戦）をユノピカソで優勝（9頭立て1番人気）し、3666戦目で地方競馬通算400勝達成。同年6月7日から8月11日まで南関東公営競馬で前年リーディング5位以内25歳以下若手騎手として期間限定騎乗を行った。南関東での所属は船橋競馬場佐藤賢二厩舎。南関東での成績は73戦8勝2着5回3着6回。
2013年3月をもって福山競馬が廃止されるのに伴い、同年4月から南関東・大井競馬場へ移籍した。当初は橋本和馬厩舎に所属していたが、同年7月1日付けで高橋三郎厩舎へ移籍した。しかし、南関東移籍から1年に満たない同年12月13日付で騎手を引退することが発表された。
その後、佐賀競馬場の高田豊治厩舎所属の厩務員となっていたが、2015年3月17日に実施された地方競馬騎手免許試験に合格し、同年3月31日付で騎手免許が再交付、佐賀競馬所属の騎手として現役復帰した。しかし佐賀での騎乗開始から一年に満たない同年12月10日付けで、高知競馬場・松木啓助厩舎へ移籍した。
2018年7月31日付けで騎手を引退、厩務員に転身した。
地方通算成績は6571戦920勝、2着835回、勝率14.0%、連対率26.7%。

## 人物
- 釣りが趣味である。

## 主な騎乗馬
- ユキノホマレ（2006年福山大賞典、ローゼンホーマ記念）
- コルドバクィーン（2006年福山3歳牝馬特別）
- ザラストアラビアン（2009年開設60周年記念アラブ特別レジェンド賞）
- ストロングジョイス（2012年クイーンカップ）
- アグリノキセキ（2012年福山ダービー）
- イワミノキズナ（2012年ヤングチャンピオン）
- フレアリングマリー（2013年クイーンカップ）
- ビーボタンダッシュ（2013年ファイナルグランプリ）
- ワイルドコットン（2017年黒潮マイルチャンピオンシップ）
- セトノプロミス（2018年黒潮スプリンターズカップ）